# Orleans Motor

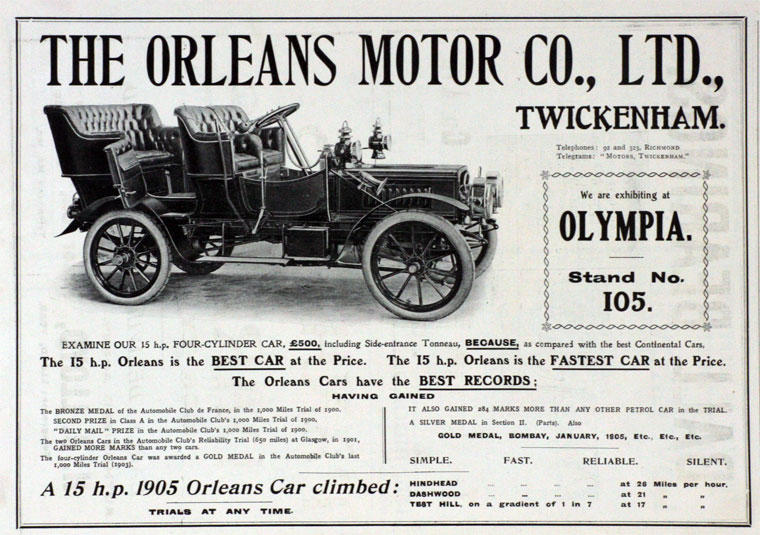
Anuncio de la Orleans Motor Co: Modelo 15 hp de 1905

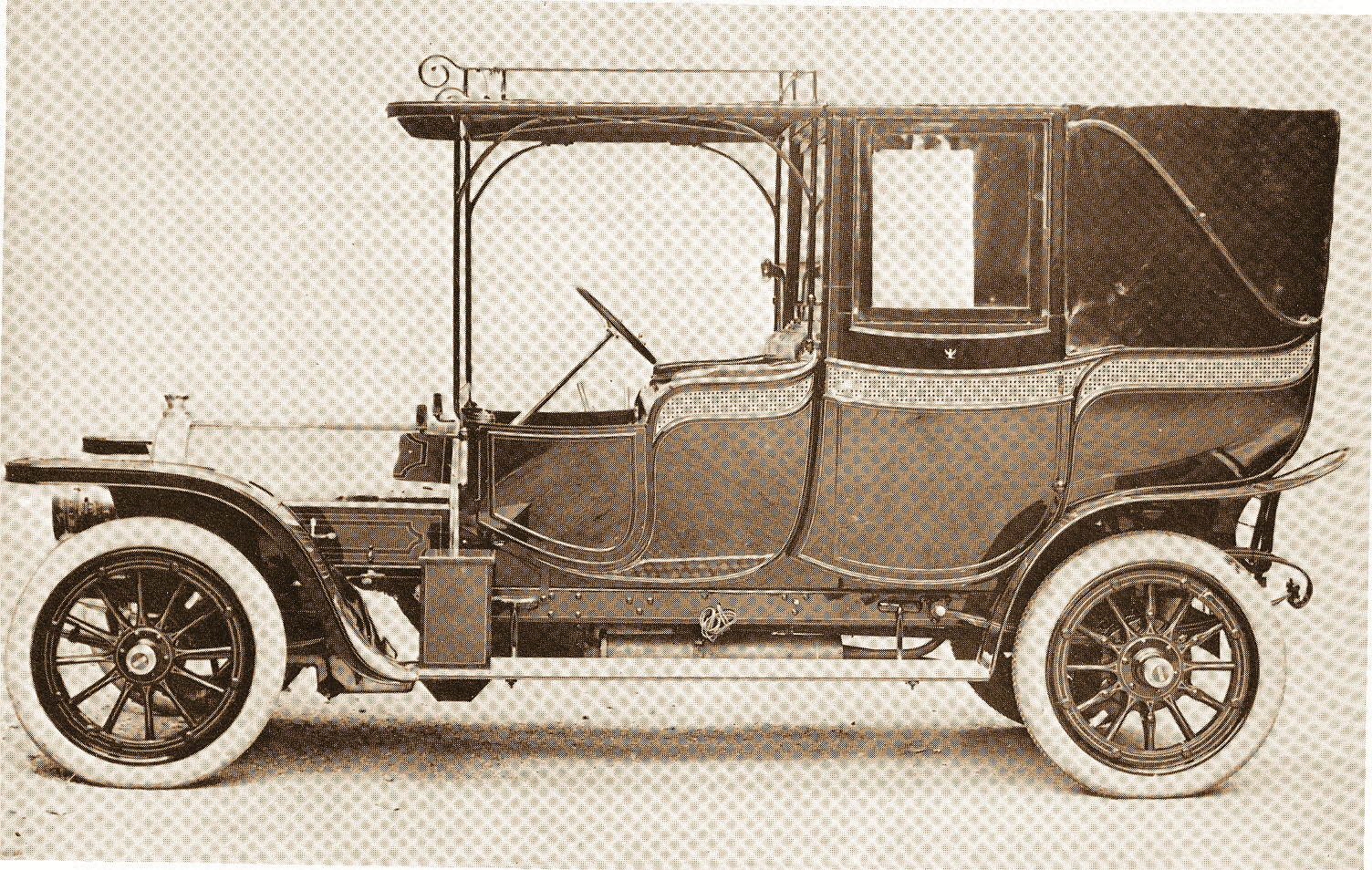
Automóvil Orleans de 1909

Orleans es un antiguo fabricante de automóviles británico.

## Historia de la empresa
La compañía Orleans Motor Co Limited de Twickenham se hizo cargo de la New Orleans Motor Co Limited en 1905. Se suspendió la producción en 1910. En 1905, uno de sus vehículos participó en el Tourist Trophy.

## Vehículos
En 1906 produjo el modelo 22 HP con motor V4, así como el 30 HP con motor de cuatro cilindros y 8719 cc de cilindrada. A partir de 1907, se ofreció el modelo 35 HP con motor V6 de 6843 cc.